# Пленица (Долж)
Пленица (рум. Plenița) је насеље у општини Пленица у жупанији Долж у Румунији. Према попису из 2021. у насељу је било 3.460 становника.
Код Пленице се налази резерват природе Пољана божура.

## Становништво
| 1992. | 2002. | 2011. | 2021. |
| ----- | ----- | ----- | ----- |
| 4.636 | 4.194 | 3.890 | 3.460 |

Према попису из 2021. у Пленица је живело 3.460 становника што је за 430 мање (-11,05%) у односу на попис из 2011. када је било 3.890 становника.
Према попису из 2011. већину станоништва чинили су Румуни (92,57%).
| Етнички састав према попису из 2011.‍ | Етнички састав према попису из 2011.‍ | Етнички састав према попису из 2011.‍ | Етнички састав према попису из 2011.‍ | Етнички састав према попису из 2011.‍ |
| ------------------------------------ | ------------------------------------ | ------------------------------------ | ------------------------------------ | ------------------------------------ |
|                                      |                                      |                                      |                                      |                                      |
| Румуни                               | Румуни                               |                                      | 3.601                                | 92,57%                               |
| Роми                                 | Роми                                 |                                      | 198                                  | 5,09%                                |
| Непознато                            | Непознато                            |                                      | 91                                   | 2,34%                                |

## Историјски споменици
У Пленици су заштићена два историјска споменика од локалног значаја.
| Историјски споменик               | Датирање   |
| --------------------------------- | ---------- |
| Црква Светог Николе               | 1857.      |
| Старо гробље са каменим крстовима | 1700—1800. |